# Здание Пятницкой полицейской части
Пя́тницкая полице́йская часть — здание-достопримечательность в Москве. Расположено в районе Замоскворечье Центрального административного округа по адресу: Пятницкая улица, дом № 31, строение 2, 3 и 5.

## История

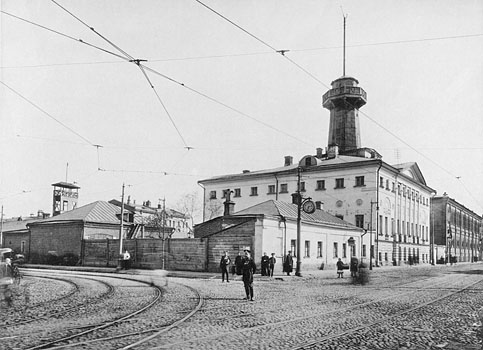
Пятницкая полицейская часть в начале XX века

Пятницкая полицейская часть была построена в 1789 году как одноэтажная лавка. В советское время здесь размещалась, как её называли жители, пивная-«автопоилка» под названием «У кабана», так как на стене висело чучело головы кабана. В середине XVIII века на средства состоятельного купца К. М. Матвеева, который профинансировал создание Климентовской церкви, было также построено строение 2. Снаружи находился сад. Кроме того, К. М. Матвеев имел монополию на продажу водки во всей России, а также имел табачный откуп. Владел сургучной, покраски тканей и ткацкой фабриками.
В начале XIX века здание перестроили наследники Матвеева. После 1812 года территорию выкупили в казну. В 1818 году здесь расположилась Пятницкая полицейская часть, которая выполняла роль администрации района. В 1828 году у здания надстроена деревянная пожарная каланча. Во второй половине XIX века построено строение 5, где находился арестантский корпус.
В 1920-е года каланча снесена. Затем дом был под управлением Министерства культуры. В XXI веке здесь находится центральный офис партии «Яблоко».

## Архитектура
Строение 2 — здание, первый этаж которого рустован, также находится корфинский пилястровый портик. В начале XIX века здание было перестроено и выдержено в стиле классицизма, пристроен третий этаж.
Строение 5 двухэтажное красного цвета.